# Théodore-Adrien Sarr
Théodore-Adrien Sarr (Sinh 1936) là một Hồng y người Senegal của Giáo hội Công giáo Rôma. Ông hiện đảm nhận vai trò Hồng y Đẳng Linh mục Nhà thờ S. Lucia a Piazza d’Armi. Ông từng đảm nhận vai trò Tổng giám mục đô thành Tổng giáo phận Dakar trong suốt 14 năm, từ năm 2000 đến năm 2014.
Vốn là một giáo sĩ trong vai trò lãnh đạo giáo hội địa phương, ông từng đảm trách vai trò Giám mục chính tòa Giáo phận Kaolack (1974 - 2000) trước khi tiến đến trở thành Tổng giám mục Dakar. Ngoài lãnh đạo các giáo phận được bổ nhiệm, ông còn đóng vai trò Chủ tịch Hội đồng Giám mục Senegal, Mauritanie, Cape Verde and Guinea-Bissau, từ năm 1987 đến năm 2005 và Chủ tịch Liên Hội đồng Giám mục Tây Phi, từ năm 2009 đến năm 2016. Ngoài ra, ông từng đảm nhận vị trí Chủ tịch Liên Hội đồng Giám mục các Quốc gia sử dụng Pháp ngữ, từ năm 2003 đến năm 2009. Ông được vinh thăng Hồng y ngày 24 tháng 11 năm 2007, bởi Giáo hoàng Biển Đức XVI.

## Tiểu sử
Hồng y Théodore-Adrien Sarr sinh ngày 28 tháng 11 năm 1936 tại Fadiouth, Senegal. Sau quá trình tu học dài hạn tại các cơ sở chủng viện theo quy định của Giáo luật, ngày 28 tháng 5 năm 1964, Phó tế Sarr, 28 tuổi, tiến đến việc được truyền chức linh mục. Cử hành nghi thức truyền chức cho tân linh mục là Tổng giám mục Hyacinthe Thiandoum, Tổng giám mục đô thành Tổng giáo phận Dakar.
Sau 10 năm thi hành các công việc mục vụ với thẩm quyền và cương vị của một linh mục, ngày 1 tháng 7 năm 1974, Tòa Thánh loan tin Giáo hoàng đã quyết định tuyển chọn linh mục Théodore-Adrien Sarr, 38 tuổi, gia nhập Giám mục đoàn Công giáo Hoàn vũ, với vị trí được bổ nhiệm là Giám mục chính tòa Giáo phận Kaolack. Lễ tấn phong cho vị giám mục tân cử được tổ chức sau đó vào ngày 24 tháng 11 năm 1974, với phần nghi thức chính yếu được cử hành cách trọng thể bởi 3 giáo sĩ cấp cao, gồm chủ phong là Tổng giám mục Hyacinthe Thiandoum, Tổng giám mục Dakar; hai vị giáo sĩ còn lại, với vai trò phụ phong, gồm có giám mục Théophile Albert Cadoux, M.S.C., giám mục chính tòa Kaolack và Giám mục Augustin Sagna, giám mục chính tòa Giáo phận Ziguinchor. Tân giám mục chọn cho mình châm ngôn:AD QUEM IBIMUS.
Sau hơn 25 năm thực hiện các công việc mục vụ tại Giáo phận Kaolack, Giám mục Théodore-Adrien Sarr được Tòa Thánh thăng Tổng giám mục, qua việc bổ nhiệm giám mục này làm Tổng giám mục đô thành Tổng giáo phận Dakar. Thông báo về việc bổ nhiệm này được công bố cách rộng rãi vào ngày 2 tháng 6 năm 2000.
Bằng việc tổ chức công nghị Hồng y năm 2007 được cử hành ngày 24 tháng 11, Giáo hoàng Biển Đức XVI quyết định vinh thăng Tổng giám mục Théodore-Adrien Sarr tước vị danh dự, Hồng y. Tân Hồng y thuộc Đẳng Hồng y Linh mục và Nhà thờ Hiệu tòa được chỉ định là Nhà thờ S. Lucia a Piazza d’Armi. Ông đã đến cử hành các nghi thức nhận nhà thờ hiệu tòa của mình vào ngày 6 tháng 4 năm 2008.
Ngoài công việc lãnh đạo các giáo phận, Hồng y Tumi còn đảm nhận nhiều vai trò trong Hội đồng Giám mục quốc gia cũng như khu vực, cụ thể, ông từng đảm nhiệm vai trò Chủ tịch Hội đồng Giám mục Senegal, Mauritania, Cape Verde and Guinea-Bissau, từ năm 1987 đến năm 2005 và Chủ tịch Liên Hội đồng Giám mục Tây Phi, từ năm 2009 đến năm 2016. Ngoài ra, ông từng đảm nhận vị trí Chủ tịch Liên Hội đồng Giám mục các Quốc gia sử dụng Pháp ngữ, từ năm 2003 đến năm 2009.
Ngày 22 tháng 12 năm 2014, Tòa Thánh chấp thuận đơn xin hồi hưu của ông, theo Giáo luật.